# 金竜淵
金 竜淵（金 龍淵、キム・リョンヨン、朝鮮語: 김룡연、1916年1月24日 - 2008年3月19日）は、朝鮮民主主義人民共和国の軍人、政治家。朝鮮労働党中央委員会委員候補、平壌防御司令官、万景台革命学院院長などを歴任。朝鮮人民軍における軍事称号（階級）は次帥。抗日パルチザン世代の1人である。

## 経歴
1916年に日本統治下の咸鏡南道甲山郡(現両江道恵山市)で生まれた。1936年に東北抗日聯軍に入隊し、金日成が指揮する部隊で抗日活動に参加した。1963年に朝鮮人民軍区分隊司令官に就き、1966年に第1軍政治委員に就任した。1967年に最高人民会議第4期代議員に選出され、1970年11月2日に開催された朝鮮労働党第5次大会で朝鮮労働党中央委員会委員候補に選出された。1968年に中将に昇進し、1977年に平壌防御司令官に就任した。1986年に上将に昇進した。1998年に朝鮮反帝闘士老兵委員会副委員長、1990年に万景台革命学院院長に就任した。1992年4月に共和国二重英雄称号を受賞し、大将に昇進した。1998年に次帥に昇進した。
2008年3月19日に死去。金正日総書記から花輪が贈られた。